# Ceba
La ceba (Allium cepa) és una planta herbàcia bulbosa de la família de les amaril·lidàcies. És dita cebeta o ceballot quan és tendra, collida abans d'hora, i altres noms pels quals se la coneix en català són ceba blanca, ceba d'Egipte o ceba porrera. Originària de l'Àsia central, actualment la ceba és un dels ingredients indispensables de la cuina mediterrània.

## Descripció
La ceba té un únic bulb gros de forma ovoide. El desenvolupament és biennal i arriba fins a 1 m de llargària. Les fulles són semicilíndriques i neixen d'un bulb subterrani, proveït d'arrels superficials i format per capes anomenades corfolls. La tija és erecta i habitualment s'origina en el segon any de maduració de la planta. A l'extrem té una umbel·la de flors blanques o rosades.

### Plor per tallar la ceba
En ser tallat, el bulb desprèn un oli volàtil sulfurat que produeix llagrimeig per irritació de la conjuntiva.
Quan es talla o es menja el bulb de la ceba algunes de les cèl·lules es trenquen, la qual cosa permet que els enzims anomenats al·liinases degradin aminoàcids sulfòxids i creïn àcid sulfènic. Un àcid sulfènic específic dit àcid 1-propenesulfèic, format quan es tallen les cebes, es rearranja per un segon enzim que s'anomena LFS (lachrymatory factor synthase) donant òxid S sin-propanetial, que és un gas volàtil conegut com a factor lacrimogen de la ceba o LF. El gas LF es difon per l'aire i finalment arriba a l'ull, on activa neurones sensibles, creant la sensació pungent. Les glàndules lacrimals produeixen llàgrimes per a diluir i eliminar el flux irritant. Els productes químics que produeixen efectes com aquests en els ulls s'anomenen agents lacrimògens.
Si hom subministra prou aigua a aquesta reacció mentre es pelen les cebes evita que el gas arribi als ulls. La irritació de l'ull es pot evitar si es tallen les cebes sota aigua corrent o fent-ho submergint la ceba dins un recipient amb aigua. Una altra manera de reduir la irritació ocular és per refredament o a base de no tallar les arrels de les cebes (o fer-ho al final), ja que l'arrel de la ceba té una alta concentració d'enzims. Fent servir un ganivet esmolat per tallar o triturar les cebes limita el dany a les cèl·lules i l'alliberament d'enzims que donen la resposta irritant. Refredar o congelar les cebes evita l'activació dels enzims limitant d'aquesta manera el gas creat.
També es pot evitar la irritació dels ulls tenint un ventilador que allunyi el gas dels ulls o portant una protecció ocular. També les lents de contacte limiten la irritació.

La quantitat d'àcids sulfènics i LF alliberat i l'efecte irritant difereixen entre les espècies del gènere Allium. El 2008 a Nova Zelanda es va crear una soca de cebes no lacrimògenes fent servir la biotecnologia de desactivar els gens.

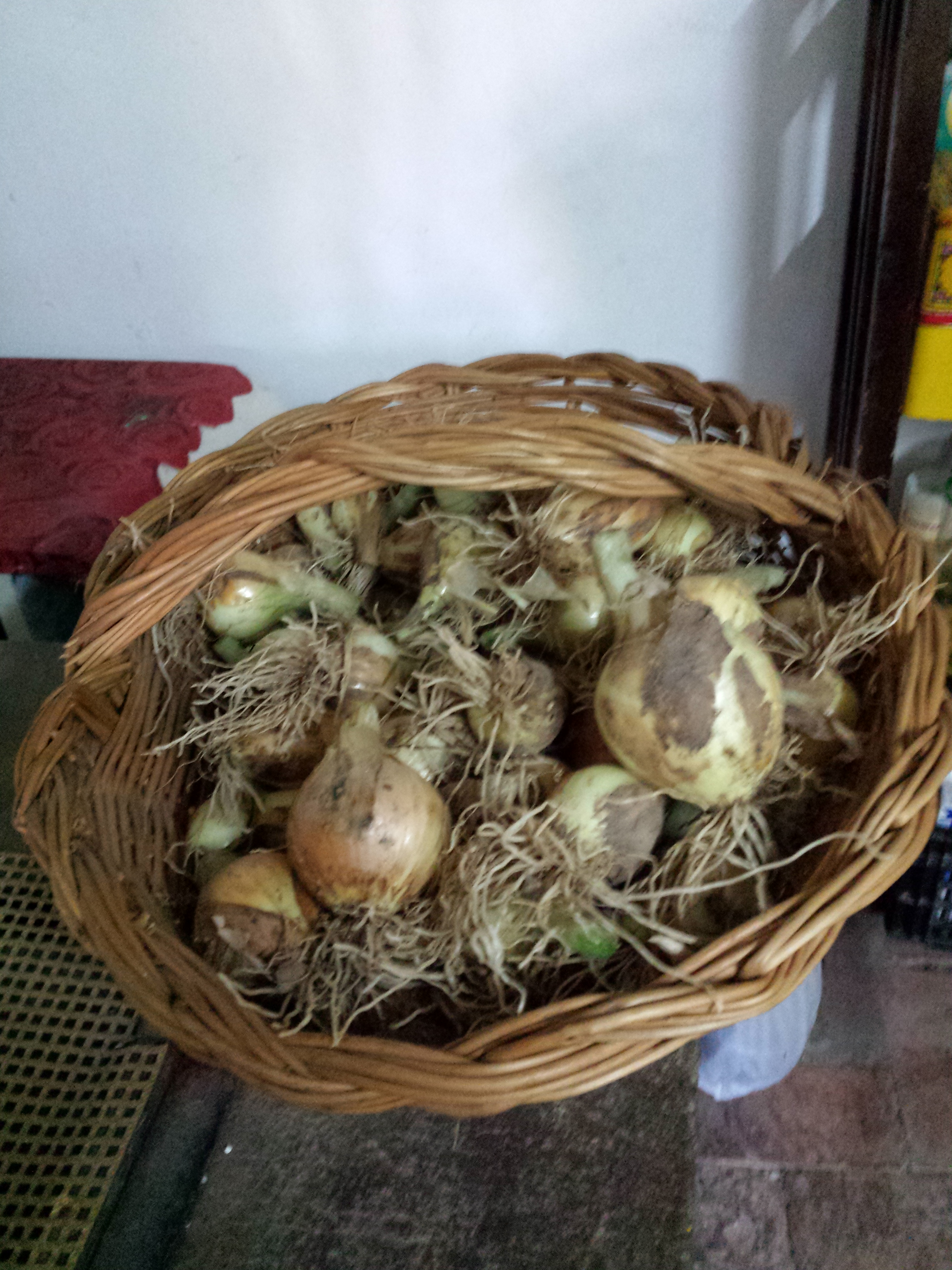
Cebes varietat bavosa amb les arrels intactes

### Com a planta medicinal
Utilitzada primordialment en la gastronomia, de manera secundària la ceba també té fama com a planta medicinal, i ha estat utilitzada en el tractament de l'asma, la diabetis, la hipertensió arterial, etc.

## Cultiu de la ceba

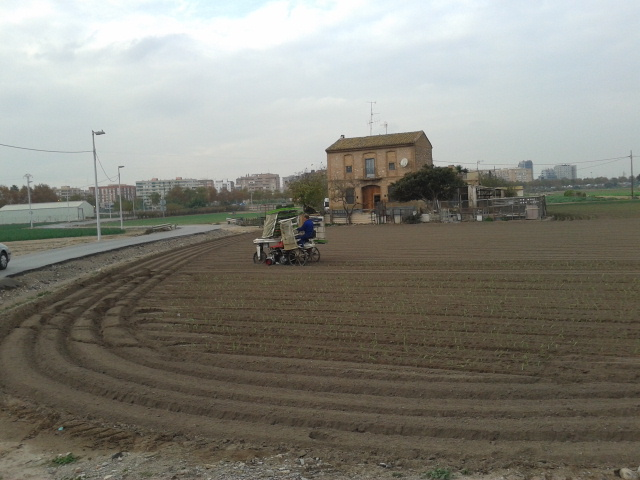
Tractor plantant mates de ceba

Té una forta resistència a la secada encara que no li pot faltar l'aigua en el període crític durant l'engruiximent del bulb. Quan es fa en règim de secà, per tal d'aprofitar els mesos habitualment menys secs, s'utilitzen les varietats primerenques que ja es cullen al maig o al juny abans de les fortes calors de l'estiu. Si les cebes passen una excessiva penúria d'aigua resulten molt coents i amb bulb poc desenvolupat.

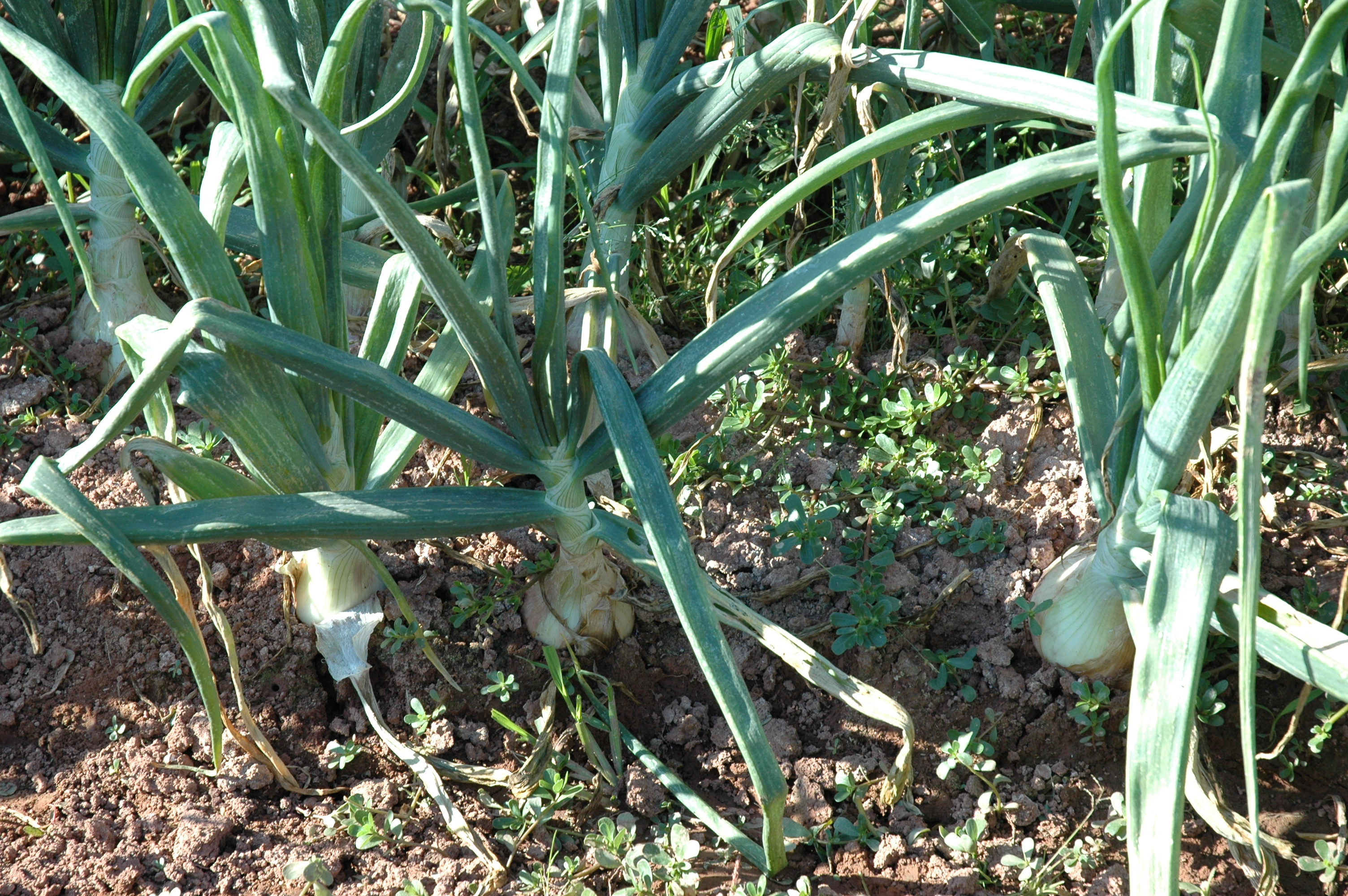
Plantes de cebes

Actualment en agricultura extensiva es conrea mitjançant sembra directa, però tradicionalment es feia un planter que es trasplantava al cap d'uns dos mesos a la fi de la tardor o d'hivern i principi de primavera.
Un problema fisiològic molt corrent és que algunes cebes es "trompin", és a dir, que els creixi el tàlem floral, quan passen fred a l'hivern. Aleshores, si no se'ls hi talla aviat, ja no fan el bulb.

## Conservació als seglesxixixx
Durant les darreres dècades del segle xix i primeres del segle xx als camps de la comarca de l'Horta van proliferar les ceberes, magatzems molt bàsics construïts a l'aire lliure per a protegir la collita de ceba quan la producció era excessiva. A l'horta tradicional s'han incorporat com un element típic del paisatge agrícola de l'horta.

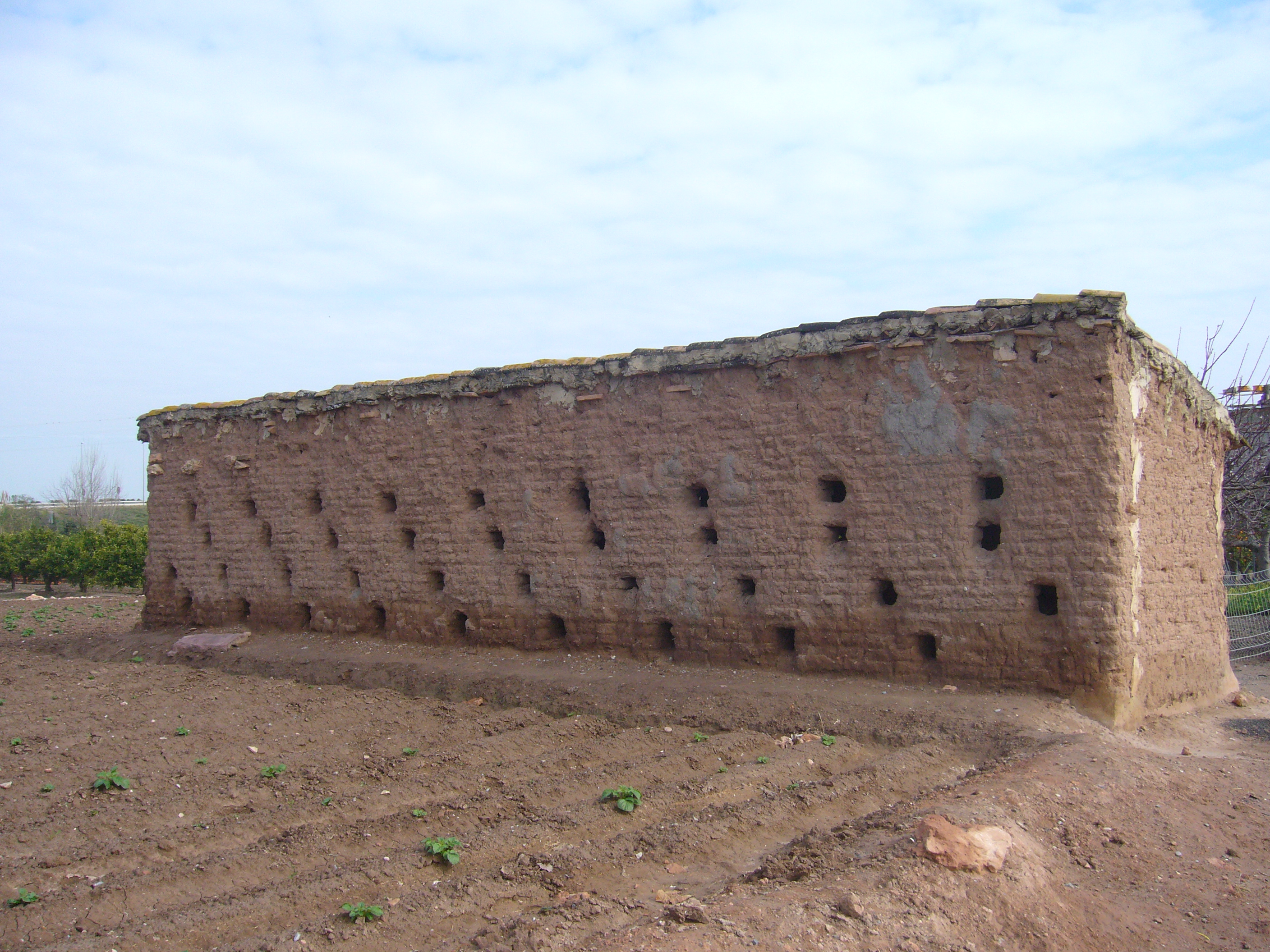
Cebera a Massalfassar

## Problemes fitosanitaris
Les larves de la mosca de la ceba ataquen les arrels i el bulb. El principal problema de conreu és la podridura per fongs, com ara l'Estemfílium.
- Malalties en el planter: mort de plàntules pels fongs Pythium, Fusarium i Urocystis cepulae (carbó)
- Malalties de les fulles 
  - Mildiu de la ceba, (Peronospora destructor)
  - Botrytis de la ceba
- Malalties del bulbs 
  - Podridura blanca (Sclerotinia)

- Plagues d'insectes
  - Cucs de la ceba Ditylenchus dipsaci
  - Mosca de la ceba Delia antiqua

## Residus
A la Unió Europea es generen cada any uns 500.000 kg de residus de ceba (des de la pell a bulbs que no es comercialitzen per no arribar a la mida mínima). Aquests residus es poden aprofitar per generar per exemple fructans i compostos de sofre.

## Components actius principals

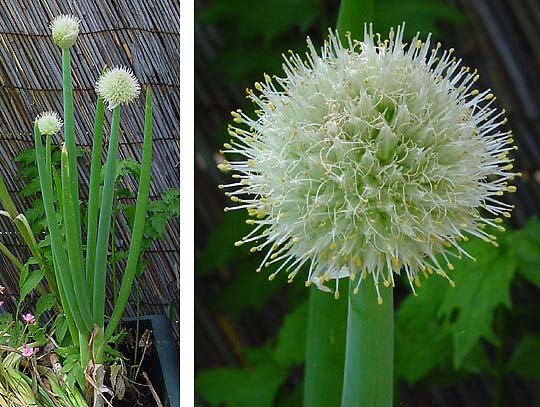
Ceba en flor

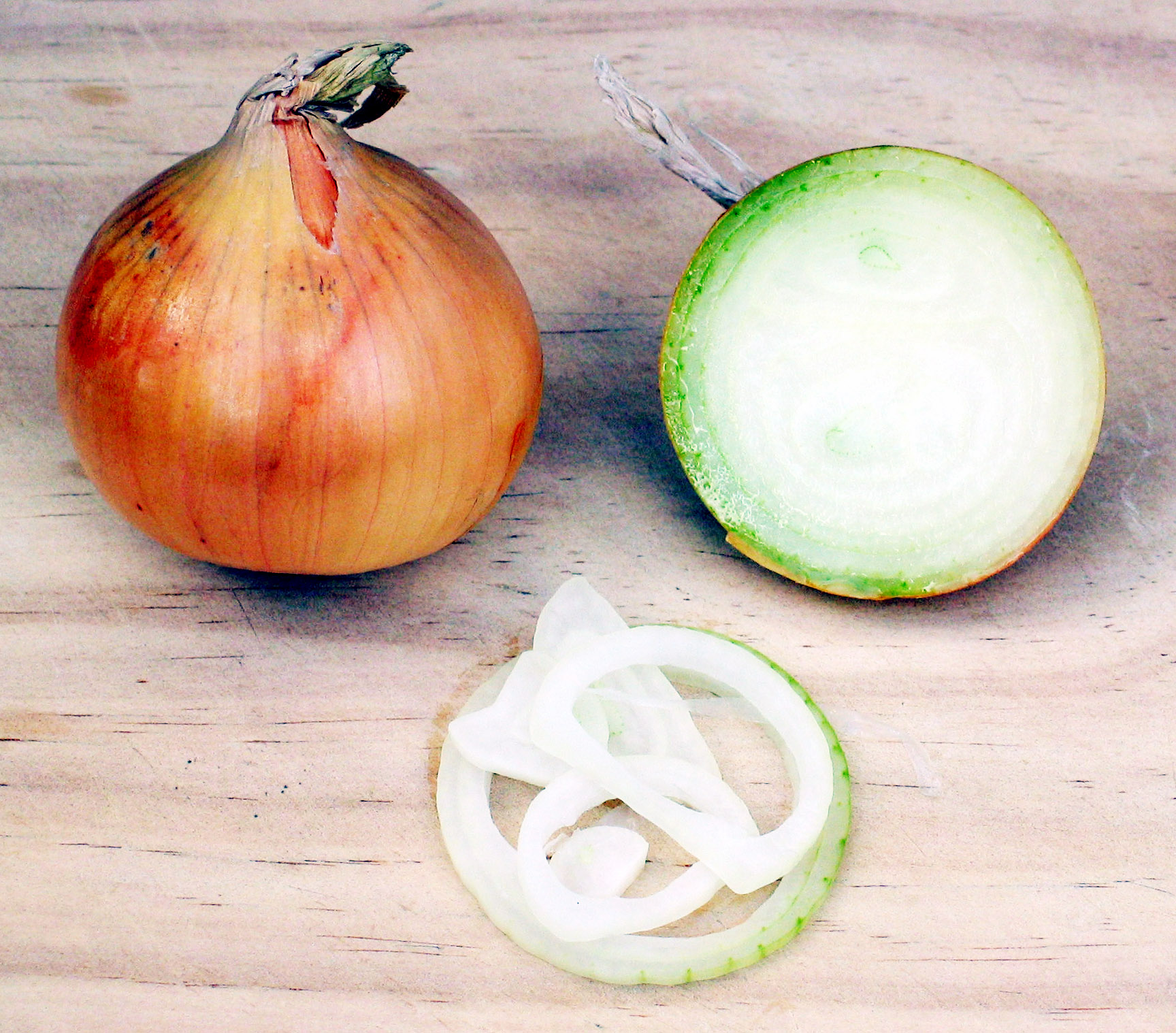
Una ceba sencera, mitja ceba i una rodanxa de ceba

Els principals components són (entre parèntesis, les quantitats aproximades en 100 gr. de ceba): 	 
- Minerals: conté principalment potassi (170 mg), fòsfor (29 mg), calci (25 mg), magnesi (10 mg), sodi (4 mg), sofre i, en quantitats menors, ferro (0,3 mg), manganès, zinc, coure i seleni.
- Vitamines: C (7 mg), E (0,14 mg), K (0,4 μg), B1 (0,046 mg), B2 (0,027 mg), B3 (0,116 mg), B6 (0,12 mg), B9 (0,02 mg).
- Oli essencial amb molts components sulfurosos: disulfur d'atilpropili, metilal·liïna i cicloal·liïna, entre d'altres.
- Àcid tiopropiònic
- Quercetina
- Al·liïna, en menor quantitat que l'all.

## Varietats
- Ceba de Figueres
- Ceba braguer de vaca
- Ceba gran i dolça
- Ceba d'en Campeny morada
- Ceba sang de bou
- Calçot
- Ceba vigatana
- Ceba Molins de Rei, Clavegueres, xata Osonenca